# Eduards Ševics-Mikeļševics
Eduards Ševics-Mikeļševics (16 de abril de 2001) es un deportista letón que compite en luge. Ganó una medalla de bronce en el Campeonato Europeo de Luge de 2023, en la prueba doble.

## Palmarés internacional
| Campeonato Europeo | Campeonato Europeo | Campeonato Europeo | Campeonato Europeo |
| Año                | Lugar              | Medalla            | Prueba             |
| ------------------ | ------------------ | ------------------ | ------------------ |
| 2023               | Sigulda (Letonia)  | Medalla de bronce  | Doble              |